# Campionat del Món d'esgrima de 1938
El Campionat del Món d'esgrima de 1938 fou la segona edició del Campionat del Món d'esgrima. Es va disputar a Piešťany, Txecoslovàquia.

## Resultats

### Resultats femenins
| Proves            | Or           | Plata             | Bronze       |
| Floret individual | Marie Šedivá | Carmen Slabochová | Jenny Addams |

## Medaller
| Posició | País           | Or | Plata | Bronze | Total |
| 1       | Itàlia         | 4  | 3     | 2      | 9     |
| 2       | França         | 2  | 2     | 2      | 6     |
| 3       | Txecoslovàquia | 1  | 1     | 1      | 3     |
| 4       | Suècia         | 0  | 1     | 0      | 1     |
| 5       | Bèlgica        | 0  | 0     | 1      | 1     |
| .       | Països Baixos  | 0  | 0     | 1      | 1     |
| TOTAL   | TOTAL          | 7  | 7     | 7      | 21    |